# Schloss Psallersöd

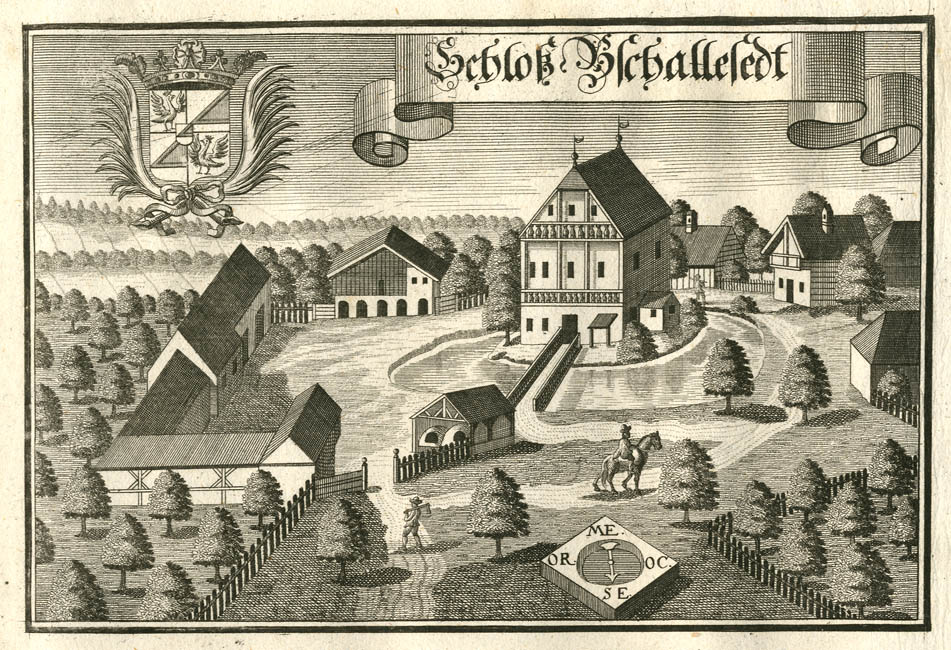
Schloss Psallersöd nach einem Stich von Michael Wening (1726)

Das abgegangene Schloss Psallersöd lag in Psallersöd, heute einem Gemeindeteil des niederbayerischen Gemeinde Bodenkirchen im Landkreis Landshut. Die Anlage wird als Bodendenkmal unter der Aktennummer D-2-7540-0195 als „verebneter mittelalterlicher Burgstall und untertägige mittelalterliche und frühneuzeitliche Befunde im Bereich des abgegangenen Hofmarkschlosses von Psallersöd, darunter Spuren von Nebengebäuden, Vorgängerbauten bzw. älterer Bauphasen“ geführt.

## Geschichte
In einem Regest des Klosters Seeligenthal wird 1482 ein Hans Bschälah genannt, der das Ortsadelsgeschlecht der Bschachl begründete. In der Pfarrkirche St. Ulrich von Treidlkofen, heute ein Gemeindeteil von Bodenkirchen, erinnert ein Grabstein von 1458 an diese „Bschaller“. Der Sitz zu Psallersöd hat also bereits um 1482 bestanden. 1490 wird ein Jakob Bschachl von Bschachlsöd als Pfleger und Landrichter zu Erding (1506–1509), Pfleger zu Kling (1514–1515) und Mitglied des bayerischen Landtages mit Besitzungen in Psallersöd, Geratspoint und Rohrdorf genannt. Der Sitz in „Pschälingsöd“ ist auch 1506 bezeugt. 1587 geht der Besitz nach dem Aussterben der Bschachl in männlicher Linie an die Hautzenberger über. Von diesen kommt Psallersöd um 1597 an Hilpold von Neuhaus, damals Pfleger zu Neumarkt an der Rott. 1609 ist dieser Hilpold von Neuhaus als Besitzer der Sitze von „Bschächlsöd“, „Gerspoint“ und „Haunzenbergersöll“ nachgewiesen. Die Hofmark von Psallersöd wurde durch Erwerb weiterer Höfe kontinuierlich erweitert (Burgmaiergut zu Pfistersham, Prädthof und Webergut zu Höfengrub, Gut von Untertinsbach). Der ganze Besitz ging 1780 an Maria Christiana Reichsfreiin von Etzdorf über. 1794 folgte im Besitz Gottlieb Graf und Freiherr von Etzdorf auf Geratspoint, Hundspoint (heute Gemeinde Kröning) und Dornwang nach. Dieser war pfalz-bayerischer Kämmerer, Regierungsrat zu Straubing und Comes Palatinus Major (Pfalzgraf).

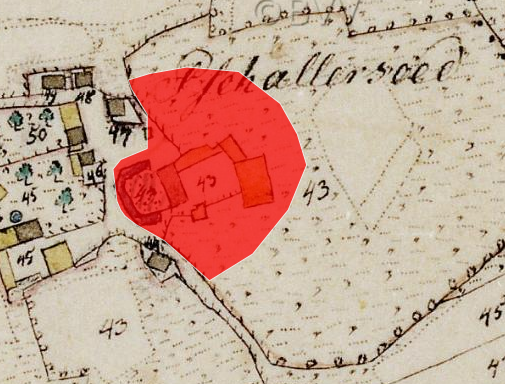
Lageplan von Schloss Psallersöd auf dem Urkataster von Bayern

## Beschreibung
Das von einem Wassergraben umgebene Hofmarkschloss Psallersöd lag westlich des Kresbaches, eines rechten Zuflusses zur Bina. 1597 wird hier ein Herrenhaus aus Holz beschrieben. Nach dem Stich von Michael Wening besaß der zweigeschossige Bau ein steiles Krüppelwalmdach mit einem weiteren Obergeschoss. Eine gemauerte Brücke führte von der Westseite zu dem Bau. Ein Teil eines hufeisenförmigen Wassergrabens war nach dem Urkataster im Westen um 1830 noch erhalten. Außerhalb des Wassergrabens befanden sich mehrere landwirtschaftliche Gebäude. Das Schloss wurde im 20. Jahrhundert abgebrochen und der Wassergraben zugeschüttet. An seiner Stelle befinden sich heute die Wohn- und Betriebsgebäude eines Bauernhofes (Haus Nr. 7).